# Misato Mochizuki
Misato Mochizuki (望月京; * 31. Januar 1969 in Tokio) ist eine japanische Komponistin und Musikpädagogin, die sowohl in Japan als auch in Europa und den USA aktiv ist.

## Leben
Misato Mochizuki begann im Alter von vier Jahren mit ersten Kompositionsversuchen. Bereits 1982 dirigierte Mstislaw Rostropowitsch Stücke von ihr in Japan und den USA. Sie besuchte das Musikgymnasium und studierte mit Masterabschluss an der Universität der Künste Tokio Musiktheorie, Klavier und Komposition u. a. bei Atsutada Otaka, Michio Mamiya und Akira Kitamura. 1992 zog sie nach Paris und setzte ihr Kompositionsstudium am Pariser Konservatorium bei Paul Méfano und Emmanuel Nunes fort. 1995 gewann sie den Ersten Preis des Konservatoriums für Komposition. 1996–97 nahm sie an Tristan Murails Kurs Composition and Computer Music des IRCAM teil.
Ab 1997 arbeitete sie als Autorin und Korrespondentin für verschiedene Musik- und Kulturzeitschriften, darunter ExMusica und Asahi Simbun. 1998 erhielt sie den Stipendien-Preis der Internationalen Ferienkurse für Neue Musik in Darmstadt. Ihre Kompositionen wurden bei verschiedenen Festivals aufgeführt, u. a. bei den Salzburger Festspielen, der Biennale di Venezia, dem Lincoln Center Festival und den Donaueschinger Musiktagen. Ihre Komposition La chambre claire wurde 1999 in die Empfehlungsliste für die Tribune internationale des compositeurs der UNESCO aufgenommen.
Beim Festival Ars Musica in Brüssel gewann Mochizuki 2002 mit Chimera den Publikumspreis. Im Folgejahr erhielt sie den japanischen Staatspreis als beste Nachwuchskünstlerin. 2005 wurde ihre Komposition Cloud nine mit dem Otaka-Preis als beste sinfonische Uraufführung ausgezeichnet. Für L'heure bleue erhielt sie 2008 den Großen Preis der Tribune internationale des compositeurs.
Im Jahr 2007 erhielt Mochizuki eine Professur für Kunst und Kulturgeschichte an der Meiji-Gakuin-Universität. Anlässlich der Uraufführung von Insula oya fand im gleichen Jahr in der Suntory Hall ein Porträtkonzert mit vier ihrer Orchesterwerke statt. Ein weiteres Porträtkonzert mit der japanischen Erstaufführung der Etheric blueprint Trilogy wurde 2008  in der Izumi Hall in Osaka durchgeführt.
2008 übernahm Mochizuki eine Dozentur für Komposition bei den Darmstädter Ferienkursen. Von 2011 bis 2013 war sie Composer in Residence des Festival international de musique de Besançon. Eine Auswahl ihrer Kolumnen, die sie zwischen 2008 und 2015 bei der Zeitschrift Yomiuri Shimbun und 2018 bei Nihon Keizai Shimbun veröffentlicht hatte, erschien 2019 als Buch. Im akademischen Jahr 2024/25 ist sie Fellow am Wissenschaftskolleg zu Berlin.

## Schaffen
Mochizukis Werkkatalog umfasst mehr als 60 Kompositionen, darunter  16 sinfonische Werke und 15 Ensemblewerke (Stand 2023). Stilistisch vereint sie westliche und östliche Musiktraditionen, zeitgenössische europäische Kompositionsmethoden der Spektralisten mit asiatischen Modi.
Zu ihren wichtigsten Werken bisher zählt u. a. Chimera für 11 Instrumente (2000). Hier zeigt sich Mochizukis Interesse für Naturwissenschaften und Mystik: „Griechische Mythologie, Molekularbiologie und Technomusik“, schreibt Margarete Zander, seien die Inspirationsquellen dieses Stücks. In dem Trio All That Is Including Me (1999) verarbeitet sie Erfahrungen von Astronauten im All und Strukturen aus der Gagaku- und Gamelan-Musik.
Mochizuki schrieb auch Musik für Stummfilme, jeweils 2007 für Kenji Mizoguchi und Man Ray. 2009 entstand ihre Opera buffa The Big Bakery Robbery nach Kurzgeschichten von Haruki Murakami.

## Werke
- Rain, Steam and Speed für Violine, Cello und Kontrabass, 1994
- Passages en failles für Flöte, Oboe, Klarinette, Violine und Kontrabass, 1995
- Ceneri (nach einem Text von Umberto Saba) für Mezzosopran und Ensemble, 1996
- Dérivation für Flöte, Perkussion und Klavier, 1996
- All That Is Including Me für Bassflöte, Klarinette und Violine, 1996
- Si bleu, si calme für 16 Musiker, 1997
- En Arcades für Klarinette und Elektronik, 1997
- Le chambre claire für 15 Musiker, 1998
- Intermezzi I für Flöte und Klavier, 1998
- Au bleu bois für Oboe solo, 1998
- Camera lucida, 1999
- Chimera für 11 Musiker, 2000
- Pas à pas für Akkordeon und Fagott, 2000
- Violages für Flöte, Klarinette, Violine, Viola, Cello und Klavier, 2000
- Homeobox für Violine, Klavier und Orchester, 2001
- Noos, 2001
- Wise Water für 9 Musiker, 2002
- Ecoute für fünf Stimmen und Lichtinstallation, 2002
- Météorites, 2002
- Omega Project, 2002
- Intermezzi II für Koto, 2002
- 4 D für 9 Musiker, 2003
- Le pas d'après für Flöte, Gitarre und Violine, 2003
- Moebius-Ring für Klavier, 2003
- Meer, Musik zu dem Film von Telemach Wiesinger und Wolfgang Lehmann für 10 Musiker, 2003–04
- Cloud Nine für Orchester in acht Gruppen, 2004
- Ima, Koko für Orchester und Elektronik, 2004
- Lagunes für Bläserquintett und Klavier, 2005
- Pré-écho, Präludium zur 5. Cello-Suite von Johann Sebastian Bach für Cello solo, 2005
- Etheric Blueprint für 9 Musiker und Elektronik, 2005–06
- Terres rouges für Streichquartett, 2005–06
- Le labyrinthe de La Raison, Musik zu Man Rays Stummfilm Retour à la raison, 2007
- Le fil blanc de la cascade, Musik zu dem Stummfilm von Kenji Mizoguchi, 2007
- L'heure bleu für Kammerorchester, 2007
- Insula Oya für Sinfonieorchester, 2007
- Die große Bäckereiattacke (nach Haruki Murakami), 2008
- Halai für zwei Soprane und Mezzosopran, 2009
- Nigrado - Hommage à Robert Schumann für Sinfonieorchester, 2009–10
- Musubi für Sinfonieorchester, 2010
- Concertino for recorders für Blockflöten, Cembalo und Streicherensemble, 2010
- (Halai) - Musubi für Chor a cappella, 2010
- Quark - Intermezzi III für Perkussion, 2010
- Intermezzi IV für Klarinette und Klavier, 2011
- Trois mille mondes für Kammerorchester, 2011
- Outrenoir für 13 Musiker, 2011–13
- Nirai - Intermezzo for Beethovens Symphonies No. 2 and No. 6 für Sinfonieorchester, 2012
- Imtermezzi V für Viola und Akkordeon, 2012
- Nirai II für Studentenorchester, 2013
- Musubi II, 2013
- Oublier Fukushima für fünf Männerstimmen, 2014
- 大分県立新佐伯豊南高等学校校歌, 2014
- Quark II - Concerto for Percussions für 13 Musiker, 2014–15
- Le monde des ronds et des carréres für zwei Perkussionisten und zwei Klaviere, 2015
- 60 seconds for Toshio (zu Toshio Hosokawas 60. Geburtstag) für Flöte, Harfe und Violine, 2015
- Brains für Streichquartett, 2016–17
- Têtes für männliche Solostimme und Ensemble, 2017
- Boids An Apostil to "Brains" für Streichquartett, 2018
- Pantopos, Projekt The common Good! mit Film von Eni Brandner, 2018–19
- Reading Winds - Intermezzi VI für Cello solo, 2019
- 作曲家が語る音楽と日常　－パリと東京を行き来して－, 2019
- Ordo ab chao für Soloperkussion und Orchester, 2019
- Satellites für Sopransaxophon, Perkussion und Klavier, 2019–20
- In-Side für Streichquartett, 2020
- Boids again für Streichquartett, 2020
- Ghin-no-oto für Shakuhachi und Shamisen, 2021
- Intrusions für Orchester und Elektronik, 2021–22
- Phylogénie für Violine und Viola, 2022
- Itadakimas – un rituel avant de manger für Flöte, Viola, Harfe und Perkussion, 2022
- Kannon anatomy für Shakuhachi-Quintett, 2023
- Suikinkutsu für Violine, Viola, Cello, Klavier und Konto, 2023